# گل شمعک
گل شمعک (نام علمی: Euphorbia antisyphilitica) نام یک گونه از سرده فرفیون است.
این گیاه بومی بخشی از تگزاس و نیومکزیکو در ایالات متحده آمریکا و همچنین ایالت چی‌واوا، کواویلا، ایالت ایدالگو، و کرتارو در مکزیک است.